# Distrito de Cuicatlán
El distrito de Cuicatlán es uno de los 30 distritos que conforman al estado mexicano de Oaxaca y uno de los dos en que se divide la Región Sierra de Flores Magón. Se conforma de 233 localidades repartidas entre 20 municipios.

## Municipios
| Código INEGI | Municipio                         | Cabecera                          |
| ------------ | --------------------------------- | --------------------------------- |
| 019          | Concepción Pápalo                 | Concepción Pápalo                 |
| 024          | Cuyamecalco Villa de Zaragoza     | Cuyamecalco Villa de Zaragoza     |
| 027          | Chiquihuitlán de Benito Juárez    | Chiquihuitlán de Benito Juárez    |
| 098          | San Andrés Teotilálpam            | San Andrés Teotilálpam            |
| 139          | San Francisco Chapulapa           | San Francisco Chapulapa           |
| 177          | San Juan Bautista Cuicatlán       | San Juan Bautista Cuicatlán       |
| 182          | San Juan Bautista Tlacoatzintepec | San Juan Bautista Tlacoatzintepec |
| 220          | San Juan Tepeuxila                | San Juan Tepeuxila                |
| 276          | San Miguel Santa Flor             | San Miguel Santa Flor             |
| 311          | San Pedro Jaltepetongo            | San Pedro Jaltepetongo            |
| 313          | San Pedro Jocotipac               | San Pedro Jocotipac               |
| 326          | San Pedro Sochiapam               | San Pedro Sochiapam               |
| 330          | San Pedro Teutila                 | San Pedro Teutila                 |
| 355          | Santa Ana Cuauhtémoc              | Santa Ana Cuauhtémoc              |
| 425          | Santa María Pápalo                | Santa María Pápalo                |
| 436          | Santa María Texcatitlán           | Santa María Texcatitlán           |
| 438          | Santa María Tlalixtac             | Santa María Tlalixtac             |
| 478          | Santiago Nacaltepec               | Santiago Nacaltepec               |
| 527          | Santos Reyes Pápalo               | Santos Reyes Pápalo               |
| 558          | Valerio Trujano                   | Valerio Trujano                   |

## Demografía
En el distrito habitan 53 870 personas, que representan el 1.42% de la población del estado. De ellos 23 506 dominan alguna lengua indígena.